# Дом И. М. Шапошникова
Дом И. М. Шапошникова — ростовский памятник градостроительства и архитектуры. Здание расположено в Ленинском районе города на улице Шаумяна и Социалистической. Построено в 1840 году. С 1998 года зданию присвоен статус объекта культурного наследия России регионального значения.
В дореволюционные годы это был типичный доходный дом, где на первом этаже находился магазин, а на втором — сдавались квартиры, в том числе в мансардах. Перед Октябрьской революцией А. С. Чиненов вместе с женой открыли на втором этаже здания художественные классы и частную художественную школу. После Гражданской войны школа была преобразована в Первую районную художественную школу «Донпрофобра». Здесь она просуществовала с 1923 по 1928 годы. Организатором и заведующим школы был А. С. Чиненов. В этой школе начинали свой путь в искусстве народный художник СССР Е. В. Вучетич и академик живописи А. И. Лактионов. В 1930-х годах в здании располагались различные учреждения. После Великой Отечественной войны здесь долгое время находился областной военный комиссариат.
В последние годы здесь располагается Дирекция по строительству объектов транспортной инфраструктуры.